# 内史略
内史略／内史畧（ないしりゃく）は、横川良助が江戸時代後期に編纂した前編24冊、後編20冊からなる南部藩の史書である。
前編は『奥南旧指録』『盛岡砂子』『登曽草紙』などの当時の史料からの抄録で、後編は藩の財政事情、百姓一揆、凶作など多方面の記録を採録する。岩手県立図書館編 『岩手史叢』 第1巻-第5巻（1973年）に収録。

## 参考資料
- 太田俊穂『南部藩記－「内史畧」の世界』大和書房、1975年4月5日。